# سبرباي
سبرباي إحدى أحياء مدينة طنطا التابع لمحافظة الغربية بجمهورية مصر العربية وهي الآن حي ثالث مدينة طنطا، ومن أعلامها الفريق عبد المنعم رياض. يوجد فيها مجمع كليات طنطا ومجمع كليات الأزهر وموقف طنطا ومستشفى طنطا العام والعديد من المنشآت الحكومية الأخرى.

## التاريخ
قرية قديمة اسمها الأصلي سمرباية، ذكرت القرية في قوانين ابن مماتي وفي تحفة الإرشاد وفي التحفة السنة من أعمال الغربية. ذكر أميلينو في جغرافيته أن اسمها القبطي Psernerphei والعربي سمرباية لكنه لم يستدل على موقعها لأن القرية في عصره حرف اسمها إلى الاسم الحالي سبرباي.
ذكرها علي مبارك في كتابه الخطط التوفيقية، حيث ذكر أنها من قرى مديرية الغربية بقسم إبيار، وأن بها جامع بمنارة. كما ذكر أنه كان بها غيضة سنط مساحتها نحو ثلاثة الآف فدان، كان محمد علي باشا قد أمر بزراعتها محل مستنقع، وقد وهبها عباس باشا لعدد من رجال الدولة، الذين قطّعوا أشجارها، وحوّلها إلى أراضي زراعية.
وردت باسم «سمرباي» في التربيع العثماني الذي أجراه الوالي العثماني سليمان باشا الخادم في عصر السلطان العثماني سليمان القانوني ضمن قرى ولاية الغربية، وفي تاريخ 1228هـ/1813م الذي عدّ قرى مصر بعد المسح الذي قام به محمد علي باشا باسم «سبرباي» ضمن قرى مديرية الغربية.

## التعليم
تصل نسبة الأمية في القرية إلى 25.43% بين من تجاوزوا العاشرة من عمرهم، بينما تصل نسبة من حصلوا على تعليم جامعي إلى 5.69% من جملة السكان.

## السكان
بلغ عدد سكان سبرباي 34,608 نسمة حسب تقدير عام 2018. توجد فيها كنيسة رئيس الملائكة ميخائيل القبطية التي تخدم الأقلية المسيحية فيها، أنشئت الكنيسة بالقرن التاسع عشر وتقع بوسط القرية.
| السنة  | 1882 | 1897 | 1907 | 1927 | 1947 | 1960 | 1976 | 1986   | 1996   | 2006   | 2018   |
| ------ | ---- | ---- | ---- | ---- | ---- | ---- | ---- | ------ | ------ | ------ | ------ |
| القرية | 2722 | 4145 | 4971 | 5450 | 5468 | 7088 | 9910 | 12,288 | 15,822 | 27,931 | 34,608 |

## الأعلام
- عبد المنعم رياض (1919 - 1969) فريق أول وقائد عسكري شغل منصب رئيس أركان حرب القوات المسلحة المصرية.[20]